# Frano Gjini
Frano Gjini (20. února 1886, Skadar – 11. března 1948, tamtéž) byl albánský římskokatolický duchovní, biskup z Lezhë, zabitý komunisty během jejich režimu v Albánii v čele s Enverem Hodžou. Katolická církev jej uctívá jako blahoslaveného mučedníka.

## Život
Narodil se dne 20. února 1886 ve Skadaru rodičům Tuku Gjini a Drandě Gjini. Rozhodl se stát knězem a zahájil studium na kněžském semináři ve Skadaru. Poté studoval filosofii a teologii na Papežské univerzitě Urbaniana v Římě. Dne 28. června 1908 byl v Římě vysvěcen na kněze pro skadarskou arcidiecézi.
Dne 29. června 1930 jej papež Pius XI. jmenoval územním opatem rrëshenského územního opatství (od roku 1996 na jeho místě diecéze rrëshenská). 3. července téhož roku byl také jmenován titulárním biskupem diecéze Semta. Dne 28. října 1930 přijal od arcibiskupa Lazera Mjeda biskupské svěcení. Od roku 1945 také působil jako apoštolský delegát v Albánii. Dne 4. ledna 1946 jej papež Pius XII. jmenoval biskupem diecéze Lezhë.
Roku 1945 se vlády v Albánii chopili komunisté v čele s diktátorem Enverem Hodžou. Ten započal s pronásledováním náboženských činitelů. Dne 15. listopadu 1946 byl komunistickými úřady zatčen a obviněn ze špionáže. Byl uzavřen do samovazby. Během věznění byl také mučen, např. elektrošoky nebo ponořováním do ledové vody.
Nakonec byl odsouzen k trestu smrti a dne 11. března 1948 ve věznici ve Skadaru zastřelen.

## Úcta
Beatifikační proces jeho a dalších albánských mučedníků započal dne 4. září 2002, čímž obdrželi titul služebníci Boží. Dne 26. dubna 2016 podepsal papež František dekret o jejich mučednictví.
Blahořečen pak byl ve skupině albánských mučedníků dne 5. listopadu 2016 v katedrále svatého Štěpána ve Skadaru. Obřadu předsedal jménem papeže Františka kardinál Angelo Amato.
Jejich památka je připomínána 5. listopadu. Je zobrazován v biskupském oděvu.